# Marie Clotilde của Pháp
Marie Clotilde của Pháp (23 tháng 9 năm 1759 – 7 tháng 3 năm 1802), được gọi là Clotilde ở Ý, là Vương hậu Sardegna thông qua cuộc hôn nhân với Carlo Emanuele IV của Sardegna. Marie Clotilde là em gái của 3 vị vua Pháp Louis XVI, Louis XVIII và Charles X của Pháp. Marie Clotilde tích cực hoạt động chính trị và trên thực tế, là bộ trưởng đầu tiên của chồng trong thời gian Carlo Emanuele IV trị vì. Marie Clotilde được tôn kính trong Giáo hội Công giáo và được Giáo hoàng Piô VII tuyên phong là Đấng đáng kính.
Sau khi anh trai và em gái bị Cách mạng Pháp chén đầu, bà vô cùng đau thương và kể từ đó cho đến khi qua đời, bà chỉ mặc những chiếc váy len xanh đơn giản, cắt tóc và đội một chiếc mũ đơn giản, vứt bỏ mọi đồ trang sức ngoại trừ một chiếc nhẫn và một cây thánh giá, và ngừng đến nhà hát và lễ hội. Tuy cuộc hôn nhân của bà và vua Carlo Emanuele IV của Sardegna không có con cái, nhưng hai vợ chồng rất yêu thương nhau. Sau khi Clotilde qua đời, Carlo Emanuele IV đau buồn đến mức đã tuyên bố thoái vị, và nhường ngôi lại cho em trai. 

## Vương tôn nữ Pháp

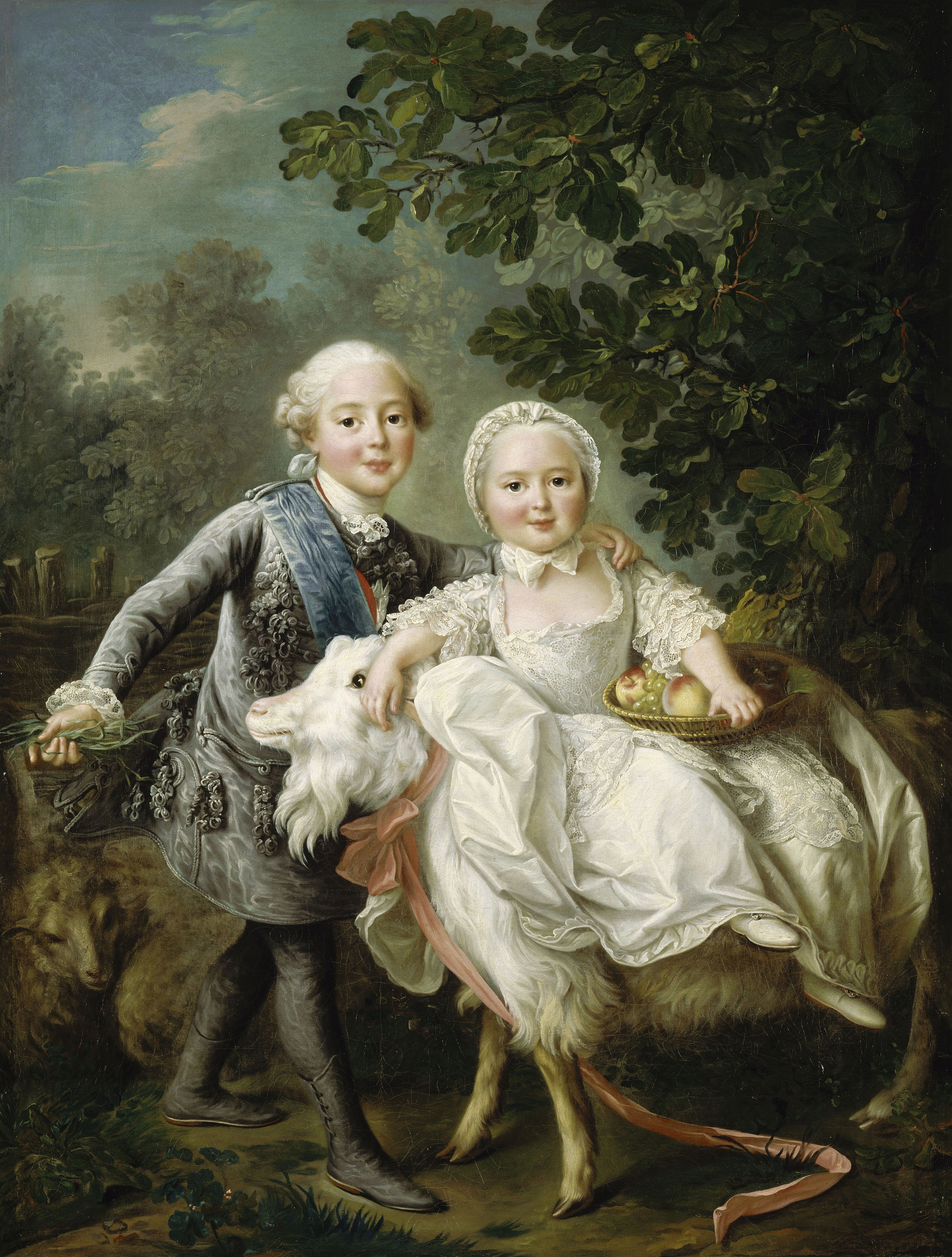
Clotilde và anh trai là Vương tôn Charles cùng một con dê.

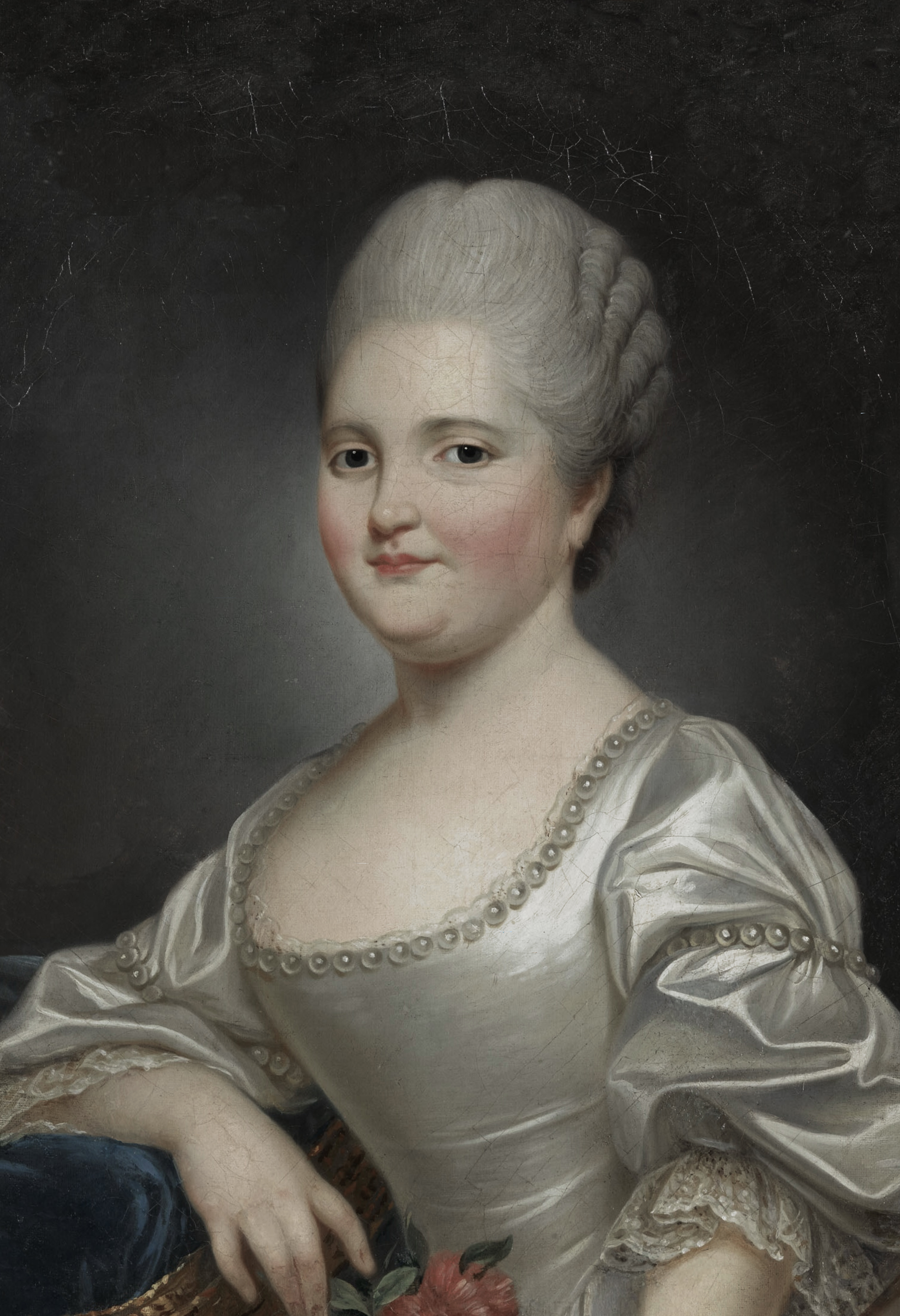
Clotilde được vẽ bởi Joseph Ducreux, năm 1773.

Sinh ra tại Cung điện Versailles, Clotilde là con gái lớn của Louis Ferdinand của Pháp, con trai duy nhất của Louis XV của Pháp và Maria của Ba Lan. Mẹ của Clotilde là Maria Josepha của Ba Lan. Là con gái của Dauphin, nên bà là Fille de France (Con gái nước Pháp). Sau cái chết của ông nội vào tháng 5 năm 1774, anh trai cả của Clotilde là Louis Auguste  đã trở thành Louis XVI của Pháp.
Clotilde và em gái Élisabeth được nuôi dưỡng bởi Marie Louise de Rohan. Hai chị em được coi là có tính cách rất khác nhau. Vì thừa cân, Clotilde được đặt biệt danh là Gros-Madame (quý bà béo) khi còn trẻ. Họ được giáo dục theo cách thông thường của các vương nữ vào thời điểm đó, tập trung vào các thành tích, tôn giáo và đức hạnh, một nền giáo dục mà Clotilde được cho là đã tự nguyện tuân theo.
Trong khi Clotilde được mô tả là một học trò ngoan ngoãn, "người khiến tất cả những ai tiếp cận đều yêu mến mình", trong khi người em gái Élisabeth lại không thích học hành, và đối xử với tuỳ tùng của mình một cách thiếu kiên nhẫn. Vì sự khác biệt của họ, Madame de Marsan, người không thể xử lý Élisabeth, thích Clotilde hơn, điều này khiến Élisabeth ghen tị và tạo ra rạn nứt giữa hai chị em. Mối quan hệ của họ được cải thiện khi Élisabeth bị bệnh và Clotilde nhất quyết phải tự mình chăm sóc cho em gái; trong thời gian đó, Clotilde đã dạy Élisabeth bảng chữ cái và khiến cho em gái quan tâm đến tôn giáo. Clotilde trở thành bạn tốt, gia sư và cố vấn của Élisabeth.
Clotilde không có mối quan hệ tốt với chị dâu là Maria Antonia của Áo, người được cho là đã thể hiện quá công khai rằng bà thích em gái Élisabeth hơn, điều này đã gây ra một số sự xúc phạm tại triều đình.

## Hôn nhân
Clotilde đã thể hiện lòng sùng đạo Công giáo nghiêm ngặt ngay từ đầu, mong muốn noi gương cô của mình là Louise của Pháp, và gia nhập Dòng Cát Minh. Tuy nhiên, vào tháng 2 năm 1775, Clotilde đã được anh trai là Louis XVI chỉ hôn cho Carlo Emanuele của Sardegna, Thân vương xứ Piemonte, con trai cả của Vittorio Amedeo III của Sardegna và María Antonia Fernanda của Tây Ban Nha. Cuộc hôn nhân giữa Clotilde và Carlo Emanuele là một phần của một loạt các cuộc hôn nhân triều đại giữa Pháp và Savoia, diễn ra trong khoảng thời gian 8 năm: sau đám cưới giữa em họ của Carlo Emanuele là Maria Teresa Luisa xứ Savoia-Carignano và người họ hàng của Clotilde là Louis Alexandre de Bourbon, Thân vương xứ Lamballe vào năm 1767, em gái của Carlo Emanuele là Maria Giuseppina đã kết hôn với anh trai của Clotilde là Louis, Bá tước xứ Provence vào năm 1771, và một người em gái khác của Carlo Emanuele là Maria Teresa với anh trai của Clotilde là Charles, Bá tước xứ Artois vào năm 1773. Clotilde không muốn kết hôn, nhưng vẫn vâng theo ý muốn của anh trai. Bà đã hỏi Thân vương phi xứ Lamballe về tính cách của người chồng tương lai  và được học tiếng Ý để hoàn thành vai trò tương lai là Vương hậu Sardegna.
Vào ngày 12 tháng 6 năm 1775, Clotilde đã tham dự lễ đăng cơ của anh trai mình là Louis XVI tại Reims. Vào ngày 8 tháng 8, đại sứ của Sardegna là Bá tước de Viry, đã chuyển lời cầu hôn Clotilde của Vương tử Carlo Emanuele đến nhà vua, và vào ngày 16, lễ đính hôn chính thức đã được công bố với triều đình.
Clotilde rời Versailles vào ngày 27 tháng 8 và chia tay Nhà vua, vương hậu và em gái của bà tại Choisy, trước khi tiếp tục được hộ tống bởi anh trai của bà là Bá tước xứ Provence. Buổi chia tay giữa hai anh em được mô tả là rất xúc động, với Élisabeth hầu như không thể thoát khỏi vòng tay của Clotilde; Vương hậu Maria Antonia bình luận: "Em gái tôi Élisabeth là một đứa trẻ đáng yêu, thông minh, có tính cách và rất duyên dáng; cô ấy đã thể hiện tình cảm tuyệt vời nhất, và vượt xa tuổi của mình, khi chị gái cô ấy ra đi. Cô bé tội nghiệp đã tuyệt vọng, và vì sức khỏe của cô ấy rất yếu, cô ấy đã bị ốm và lên cơn đau thần kinh rất nghiêm trọng. Tôi thú nhận với mẹ thân yêu của mình rằng tôi sợ rằng tôi đang trở nên quá gắn bó với cô ấy, cảm thấy, từ tấm gương của các dì tôi, rằng việc không tiếp tục trở nên già nua ở đất nước này là điều cần thiết cho hạnh phúc của cô ấy như thế nào".

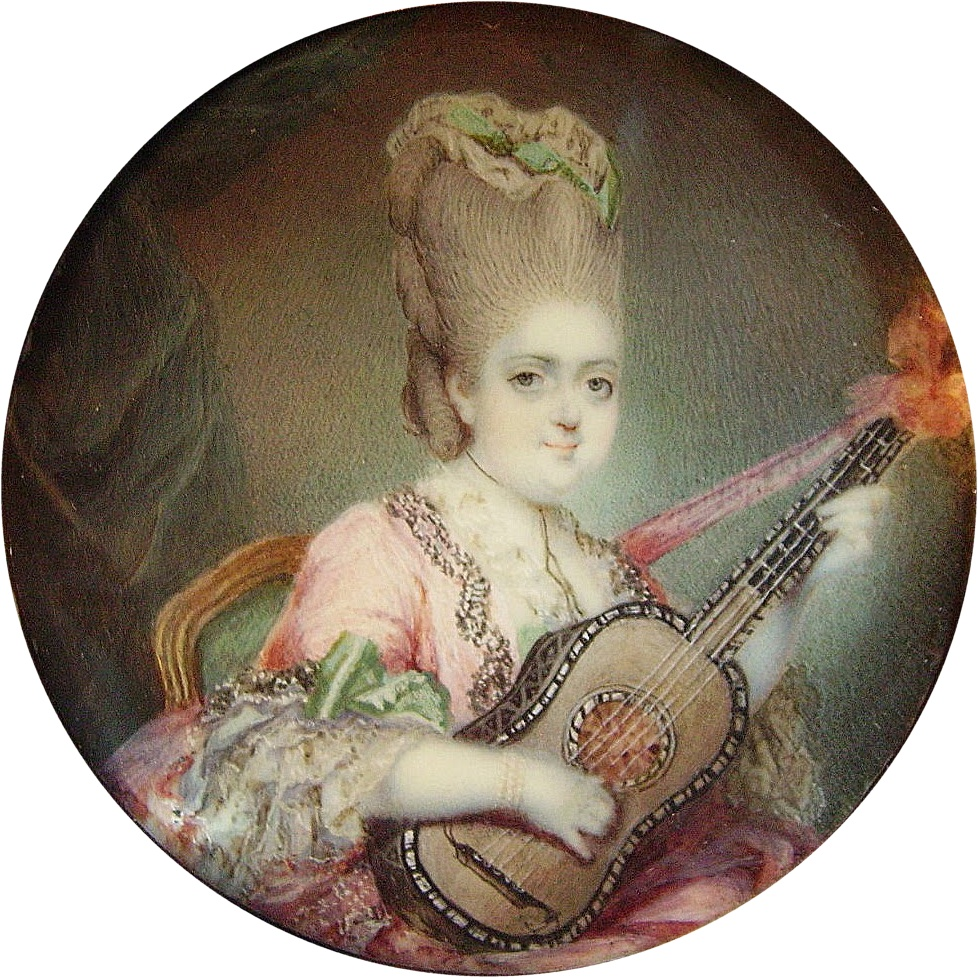
Marie Clotilde của Pháp (Madame Clotilde) với cây đàn guitar François Hubert Drouais

Tại Lyon, Clotilde trở nên nổi tiếng nhờ lời yêu cầu thành công của bà về việc ân xá cho những kẻ đào ngũ bị giam giữ trong nhà tù thị trấn, trước khi đến biên giới Pont-de-Beauvoisin vào ngày 5 tháng 9. Tại đó, bà bị tách khỏi đoàn tùy tùng người Pháp và được Bá tước de Clermont-Tonnerre trao cho Bá tước de Viry và gia đình người Ý mới của bà, đặc biệt là thị nữ mới của bà là Madama Theresa Balbi, người sẽ trở thành sủng thần của Clotilde cho đến khi bà qua đời. Sau khi vượt biên giới với triều đình mới của mình, bà được giới thiệu với Carlo Emanuele.
Cùng với anh trai là Bá tước xứ Provence và chồng, bà được diện kiến bố chồng tại Les Échelles và với mẹ chồng cùng những người còn lại trong triều đình Sardegna tại Chambéry, trước khi chính thức vào Torino vào ngày 30 tháng 9. Đám cưới chính thức diễn ra tại Torino. Vào dịp bà kết hôn, có những bình luận mang tính chế giễu trong triều đình Pháp rằng chồng của bà đã được trao hai cô dâu chứ không phải một, điều này đang ám chỉ đến cân nặng của bà. Bố chồng bà lo ngại rằng cân nặng của bà có thể ảnh hưởng đến khả năng sinh con của bà. Chú rể được cho là đã bình luận rằng ông đã được trao "nhiều thứ hơn để tôn thờ".

## Thân vương phi xứ Piemonte

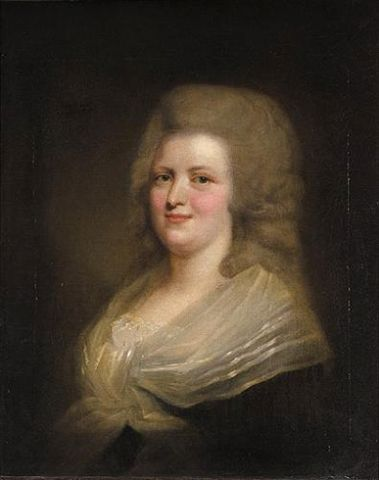
Chân dung của Clotilde, được vẽ bởi Johann Julius Heinsius, năm 1780

Clotilde đã thiết lập được mối quan hệ tốt đẹp với gia đình chồng và trở nên nổi tiếng với công chúng ở Vương quốc Sardegna. Bố chồng bà đã gọi bà là thiên thần hòa bình vì bà thường xuyên làm trung gian hòa giải giữa các thành viên trong gia đình khi họ có xung đột, đặc biệt là giữa ông và chồng bà. Bà đã nhanh chóng và thành công trong việc thích nghi với các quy tắc nghiêm ngặt của triều đình do mẹ chồng là Vương hậu Maria Antonia theo Công giáo sùng đạo thiết lập, bà tận tụy tham gia vào mọi hoạt động đại diện, và chứng minh rằng các chuẩn mực đạo đức nghiêm ngặt tại triều đình sẽ được duy trì nghiêm ngặt trong nhiệm kỳ tương lai của bà với tư cách là vương hậu Sardegna giống như mẹ chồng ở hiện tại. Bà rất thân thiết với các em dâu của mình, Công tước phu nhân xứ Aosta và Công tước phu nhân xứ Chablais. Bà được các thành viên trong gia đình yêu mến vì sự quan tâm của bà đối với họ, và lòng mộ đạo cùng việc thường xuyên thờ cúng và phụng sự của bà đã tạo dựng nên danh tiếng mộ đạo của bà trong công chúng. Những năm đầu tiên ở Savoia, bà thích thời trang và giải trí, và mặc dù có danh tiếng thánh thiện, chính chồng bà đã nói rằng thực ra bà không phải là người khiêm nhường và phục tùng, và bà phải đấu tranh để đạt được điều này.
Mặc dù cuộc hôn nhân được sắp xếp vì lý do chính trị, Clotilde và Carlo Emanuele đã trở nên hết lòng với nhau, đoàn kết trong lòng mộ đạo và niềm tin mạnh mẽ vào đức tin Công giáo. Bà chơi đàn ghi ta mỗi khi chồng bà hát, họ cùng nhau nghiên cứu các văn bản tôn giáo và thích dành thời gian ở Lâu đài Moncalieri và Cung điện Venaria để thư giãn sau các nghi lễ cung đình. Cuộc hôn nhân của họ không có hậu duệ. Người ta lo ngại rằng bà khó thụ thai là do cân nặng của mình, và trong suốt những năm đầu tiên của cuộc hôn nhân, bà đã phải trải qua một số phương pháp điều trị hiếm muộn, trong số đó có chế độ ăn kiêng khiến bà giảm rất nhiều cân. Năm 1779, có dấu hiệu mang thai nhưng lại là giả, và năm 1783, sau 8 năm cố gắng để có con, Clotilde đã yêu cầu Carlo Emanuele chấm dứt quan hệ tình dục và sống trong sự trong trắng như uti frater et soror, và chồng bà đã vui vẻ đồng ý. Carlo Emanuele, là người có tính cách thụ động, đã dựa vào Clotilde vì bà có tính cách mạnh mẽ hơn, và bà đã có ảnh hưởng lớn đến ông thông qua vai trò cố vấn. Clotilde đã đóng vai trò là người hòa giải trong các cuộc xung đột của chồng với cha chồng, thường là do những khó khăn về thần kinh của Carlo Emanuele, một tình trạng mà Clotilde đã che giấu với mọi người.
Cách mạng Pháp đã chứng minh về sự khắn khít giữa hai Vương tộc Bourbon và Savoia qua hôn nhân. Người anh trai của bà, Charles, Bá tước xứ Artois, đã rời Pháp vào năm 1789 và được triều đình Torino cho phép ở lại đó dưới sự bảo vệ của cha chồng bà là Vua Sardegna. Clotilde cũng đã che chở cho Louis Joseph, Thân vương xứ Condé, Louise Adélaïde xứ Condé, Louis Antoine xứ Condé, Công tước xứ Enghien, cũng như các cô của bà là Madame Adélaïde và Madame Victoire. Sau khi anh trai bà là Louis, Bá tước xứ Artois rời đi, chị dâu của bà, Bá tước phu nhân xứ Artois, đã rơi vào tình trạng trầm cảm và cân nhắc việc trở thành một nữ tu, nhưng đã được thuyết phục không làm như vậy bởi Clotilde, người đã chỉ ra bổn phận của bà đối với các con mình. Trong thời gian này, Torino tràn ngập những người Pháp quý tộc di cư, những người bị công chúng ở Piemonte rất ghét và cũng khiến Piemonte bị chính quyền ở Paris coi là kẻ thù, và Clotilde đã rơi vào tình thế khó khăn, vì hoạt động từ thiện của bà trong cộng đồng người Pháp di cư đã được ghi nhận.
Vào những năm 1790, Clotilde được Élisabeth Vigée Le Brun lưu vong mô tả là đã thay đổi đáng kể về ngoại hình cũng như tính cách. Vì Vigée Le Brun ở lại Ý trong khoảng thời gian từ năm 1789 đến năm 1792, và được phép tiếp kiến Clotilde thông qua các lá thư giới thiệu của Mesdames de France, nên cuộc gặp có thể diễn ra vào năm 1791 hoặc 1792, mặc dù Vigée Le Brun - có lẽ là khi nhìn lại - đã gọi Clotilde và chồng bà là vua và vương hậu, trong khi thực tế họ vẫn là Thân vương và Thân vương phi xứ Piemonte tại thời điểm này:
"Hai người cô của Louis XVI đã tử tế đưa cho tôi những lá thư gửi cho Clotilde, Vương hậu Sardegna, cháu gái của họ. Họ gửi lời rằng họ rất muốn tôi vẽ chân dung, và do đó, ngay khi tôi ổn định, tôi đã đến gặp vương hậu. Bà đã tiếp đón tôi rất nồng hậu sau khi đọc thư của Madame Adélaïde và Madame Victoire. Bà nói với tôi rằng bà hối hận vì đã từ chối các cô của mình, nhưng vì đã từ bỏ thế giới hoàn toàn, bà phải từ chối được vẽ. Những gì tôi thấy thực sự có vẻ khá phù hợp với tuyên bố và quyết tâm của bà. Vương hậu Sardegna cắt tóc ngắn và đội trên đầu một chiếc mũ nhỏ, giống như phần còn lại của trang phục, là chiếc mũ đơn giản nhất có thể tưởng tượng được. Sự gầy gò của bà đặc biệt khiến tôi chú ý, vì tôi đã thấy bà khi bà còn rất trẻ, trước khi kết hôn, khi bà béo phì đến mức người Pháp gọi bà là "Fat Milady". Có thể sự thay đổi này là do các nghi lễ tôn giáo quá khắc khổ, hoặc do những đau khổ mà những bất hạnh của gia đình bà đã khiến bà phải trải qua, sự thật là bà đã thay đổi đến mức không thể nhận ra. Nhà vua đã cùng bà vào phòng nơi bà tiếp đón tôi. Ông cũng rất xanh xao và gầy gò đến nỗi nhìn họ bên nhau thật đau đớn".
Người anh cả của bà, Louis XVI của Pháp, chị dâu của bà, Maria Antonia của Áo; và em gái Élisabeth, đều bị hành quyết vào năm 1793–1794. Clotilde coi anh trai là một vị thánh tử vì đạo của Công giáo, nhưng bà được cho là bị ảnh hưởng nhiều hơn về mặt cảm xúc bởi vụ hành quyết em gái mình, vụ việc đã trở thành bước ngoặt trong cuộc đời bà. Ban đầu, bà hy vọng rằng Élisabeth sẽ không bị hành quyết, vì tầm quan trọng chính trị của em gái tương đối nhỏ, và do đó, tin tức về vụ hành quyết của em gái đã gây sốc. Người chồng của bà nói với bà rằng họ phải hy sinh, bà hiểu ngay, trả lời, "Sự hy sinh đã được thực hiện!" và ngất đi. Bà đã tham gia vào một cuộc rước kiệu sám hối công khai đến Nhà thờ Pere Philippins ở Torino, nơi bà thông báo về cái chết của em gái mình và ra lệnh cầu nguyện cho em gái, và sau đó nói về em gái mình như một vị thánh tử vì đạo. Sau khi em gái mình bị hành quyết, Clotilde tuyên bố ý định sống trong trạng thái sám hối suốt quãng đời còn lại: từ năm đó cho đến khi qua đời, bà chỉ mặc những chiếc váy len xanh đơn giản, cắt tóc và đội một chiếc mũ đơn giản, vứt bỏ mọi đồ trang sức ngoại trừ một chiếc nhẫn và một cây thánh giá, và ngừng đến nhà hát và lễ hội. Người ta lưu ý rằng bà đã tiếp đón đại sứ của Đệ Nhất Cộng hòa Pháp, Ginguen, một cách tử tế, điều này đã gây ngạc nhiên, nhưng bà bình luận rằng bà coi đó là một hành động của Cơ đốc giáo.

## Vương hậu Sardegna

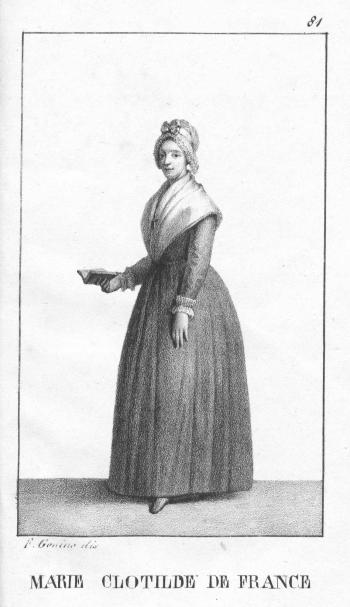
Vương hậu Clotilde

Năm 1796, sau khi chồng lên ngôi, Clotilde trở thành Vương hậu Sardegna. Carlo Emanuele được mô tả là người thờ ơ, bất an và không có khả năng hành động, và sự căng thẳng của tình hình nghiêm trọng của vương quốc khiến tình trạng thần kinh của ông trở nên tồi tệ hơn và khiến ông khó cai trị đất nước. Ông thích để Clotilde nhận báo cáo từ các bộ trưởng và nhà ngoại giao, đọc chúng, tóm tắt chúng cho ông và tư vấn cho ông cách hành động. Clotilde đã làm theo những chỉ dẫn này, tham khảo ý kiến của các bộ trưởng trước khi đưa ra khuyến nghị cho chồng mình và cũng đảm bảo chờ đúng thời điểm để đưa ông vào các công việc nhà nước để không gây thêm căng thẳng cho ông hoặc khiến công chúng biết về tình trạng thần kinh của ông. Phương pháp điều hành các công việc nhà nước này đã gây ra sự gián đoạn và chậm trễ, khiến việc cai trị trở nên kém hiệu quả và chậm chạp trong một tình huống rất quan trọng đối với Piemonte, và mặc dù Clotilde đã cẩn thận không tỏ ra mình đang tham gia vào chính trị, nhưng ảnh hưởng lớn của bà quá rõ ràng để không gây ra sự chỉ trích. Nhà vua và Vương hậu cũng bị cáo buộc dành quá nhiều thời gian cho các hoạt động tôn giáo của họ, khiến công việc của chính phủ càng chậm trễ hơn. Trong thời gian trị vì của họ ở Torino, một trong những vấn đề quan trọng nhất là tịch thu tài sản của nhà thờ, vốn cần thiết cho nền kinh tế nhà nước, nhưng Clotilde đã khăng khăng đòi một thủ tục rườm rà (và thành công) để xin phép và ban phước từ Giáo hoàng vì lý do tôn giáo trước khi tiến hành.
Ngày 6 tháng 12 năm 1798, Đệ Nhất Cộng hòa Pháp tuyên chiến với Sardegna. Carlo Emanuele buộc phải rút khỏi mọi lãnh thổ của mình trên Bán đảo Ý và lui về đảo Sardegna. Vương thất được lệnh rời khỏi Torino, và vì Nhà vua bị lên cơn đau thần kinh, nên Clotilde đã sắp xếp việc rời đi. Theo nguyện vọng của Công tước phu nhân xứ Aosta, Clotilde đã thành công trong việc yêu cầu Tướng Bertrand Clauzel cho phép Công tước xứ Aosta đi cùng phần còn lại của gia đình thay vì ở lại làm con tin của người Pháp. Bà để lại những món đồ trang sức của vương thất, nhưng lấy tất cả những món đồ trang sức được định nghĩa là tài sản riêng và nhận một khoản tiền từ Bộ trưởng Tài chính sau khi được một linh mục đảm bảo rằng việc làm như vậy là phù hợp với các nguyên tắc tôn giáo. Gia đình rời khỏi cung điện vương thất vào ban đêm, được hộ tống bởi 30 người lính Ý và 30 người lính Pháp cùng một viên chức Pháp đến biên giới: khi cỗ xe ngựa bị đám đông phản đối tạm thời chậm trễ trên đường từ Torino, Carlo Emanuele đã nối với Clotilde rằng sự việc thể hiện lòng trung thành này sẽ an ủi ông trong thời gian lưu vong.
Trong thời gian lưu vong và trị vì ở Sardegna, cặp đôi đã đi lại giữa các nhà nước của Ý cũng như các tỉnh của họ và duy trì quan hệ ngoại giao với hy vọng được khôi phục lại ngai vàng ở Torino. Họ đã đi từ Parma, Bologna và Firenze đến Sardegna, nơi họ đến Cagliari vào ngày 3 tháng 3 năm 1799, được chào đón bằng bài Te Deum và lưu trú tại Cung điện Vương thất Cagliari, nơi họ tổ chức tiệc chiêu đãi cho giới quý tộc địa phương. Clotilde không khỏe trong thời gian họ ở Sardegna, vì bộ quần áo sám hối bằng len mà bà nhất quyết mặc không tốt cho sức khỏe trong khí hậu nóng bức của Địa Trung Hải.
Trong thời gian lưu vong, Clotilde đã phục vụ với tư cách là người phát ngôn, Cố vấn trưởng trên thực tế và là đệ nhất bộ trưởng của Vua Carlo Emanuele và trên thực tế đã điều hành chính quyền Sardegna lưu vong, thể hiện cả kỹ năng ngoại giao và sự ủng hộ vững chắc cho Carlo Emanuele, người đã từ chối thoái vị khi bà còn sống, bất chấp yêu cầu của các em trai của nhà vua. Tuy nhiên, bất chấp hoạt động chính trị của mình, Clotilde luôn hạ thấp tính cách của mình, cả trước công chúng và trong riêng tư, vì điều này được coi là phù hợp hơn với lòng đạo đức của bà. Vào một lần vào năm 1801, bà đã thuyết phục thống đốc của chồng mình ở Sardegna là Bá tước xứ Genevois, không từ chức.
Vào tháng 9 năm 1800, Carlo Emanuele và Clotilde rời Sardegna đến Firenze vì liên minh Nga-Áo trong cuộc chiến chống lại Pháp đã nuôi dưỡng hy vọng được trở lại Torino của họ, nhưng Trận Marengo đã khiến họ phải chạy trốn đến Roma và sau đó đến Napoli, nơi họ ở lại từ tháng 11 năm 1800 đến tháng 3 năm 1801 trước khi trở về Roma. Ở Roma, họ sống như những vị khách quý của gia đình Colonna giàu có. Clotilde chăm sóc cô của chồng bà là Maria Felicita của Sardegna trong suốt cơn bạo bệnh cuối cùng của bà ở Napoli vào năm 1801. Bà cũng chăm sóc người thị nữ Badia mà bà yêu quý, và trong thời gian đó bà bị bác sĩ nhầm là một người hầu và thực hiện theo lệnh của ông mà không phản đối, không nói cho ông biết bà là ai hoặc trách móc ông khi ông phát hiện ra và xin lỗi, một sự việc đã gây được sự chú ý công chúng. Cuối cùng, cặp đôi đã trở về Napoli vào tháng 5 năm 1801. Ngoại trừ việc giải quyết các vấn đề chính trị thông qua thư từ, Clotilde dành thời gian đến thăm các địa điểm tôn giáo, nhà thờ.
Clotilde qua đời vào ngày 7 tháng 3 năm 1802. Carlo Emanuele vô cùng đau thương trước cái chết của vợ đến nỗi đã tuyên bố thoái vị vào ngày 4 tháng 6 năm 1802 để nhường ngôi cho em trai mình là Vittorio Emanuele. Clotilde được chôn cất tại Santa Caterina a Chiaia ở Napoli.
Hồ sơ phong chân phước cho Clotilde đã được thiết lập vào ngày 10 tháng 4 năm 1808, trao cho bà danh hiệu Tôi tớ Chúa. Sau đó bà được tuyên bố là Đấng đáng kính.

## Tổ tiên
| \| \| \| \| \| \| \| \| \| \| \| 8. Louis của Pháp \| \| \| \| \| \| \| \| \| \| \| \| \| \| \| \| \| \| \| \| \| \| \| \| \| \| \| \| \| \| \| \| \| \| \| \| \| \| \| \| \| \| \| \| \| \| \| \| \| \| \| 4. Louis XV của Pháp \| \| \| \| \| \| \| \| \| \| \| \| \| \| \| \| \| \| \| \| \| \| \| \| \| \| \| \| \| \| \| \| \| \| \| \| \| \| \| \| \| \| \| \| \| \| \| \| \| \| \| \| \| \| \| \| \| \| \| \| 9. Maria Adelaide của Savoia \| \| \| \| \| \| \| \| \| \| \| \| \| \| \| \| \| \| \| \| \| \| \| \| \| \| \| \| \| \| \| \| \| \| \| \| \| \| \| \| \| \| \| \| \| \| \| \| \| \| \| \| \| \| \| \| \| \| \| \| 2. Louis Ferdinand của Pháp \| \| \| \| \| \| \| \| \| \| \| \| \| \| \| \| \| \| \| \| \| \| \| \| \| \| \| \| \| \| \| \| \| \| \| \| \| \| \| \| \| \| \| \| \| \| \| \| \| \| \| \| \| \| \| \| \| \| \| \| 10. Stanisław Leszczyński \| \| \| \| \| \| \| \| \| \| \| \| \| \| \| \| \| \| \| \| \| \| \| \| \| \| \| \| \| \| \| \| \| \| \| \| \| \| \| \| \| \| \| \| \| \| \| \| \| \| \| \| \| \| \| \| \| \| \| \| 5. Maria của Ba Lan \| \| \| \| \| \| \| \| \| \| \| \| \| \| \| \| \| \| \| \| \| \| \| \| \| \| \| \| \| \| \| \| \| \| \| \| \| \| \| \| \| \| \| \| \| \| \| \| \| \| \| \| \| \| \| \| \| \| \| \| 11. Katarzyna Opalińska \| \| \| \| \| \| \| \| \| \| \| \| \| \| \| \| \| \| \| \| \| \| \| \| \| \| \| \| \| \| \| \| \| \| \| \| \| \| \| \| \| \| \| \| \| \| \| \| \| \| \| \| \| \| \| \| \| \| \| \| 1. Clotilde của Pháp \| \| \| \| \| \| \| \| \| \| \| \| \| \| \| \| \| \| \| \| \| \| \| \| \| \| \| \| \| \| \| \| \| \| \| \| \| \| \| \| \| \| \| \| \| \| \| \| \| \| \| \| \| \| \| \| \| \| \| \| 12. August II của Ba Lan \| \| \| \| \| \| \| \| \| \| \| \| \| \| \| \| \| \| \| \| \| \| \| \| \| \| \| \| \| \| \| \| \| \| \| \| \| \| \| \| \| \| \| \| \| \| \| \| \| \| \| \| \| \| \| \| \| \| \| \| 6. August III của Ba Lan \| \| \| \| \| \| \| \| \| \| \| \| \| \| \| \| \| \| \| \| \| \| \| \| \| \| \| \| \| \| \| \| \| \| \| \| \| \| \| \| \| \| \| \| \| \| \| \| \| \| \| \| \| \| \| \| \| \| \| \| 13. Christiane Eberhardine xứ Brandenburg-Bayreuth \| \| \| \| \| \| \| \| \| \| \| \| \| \| \| \| \| \| \| \| \| \| \| \| \| \| \| \| \| \| \| \| \| \| \| \| \| \| \| \| \| \| \| \| \| \| \| \| \| \| \| \| \| \| \| \| \| \| \| \| 3. Maria Josepha của Ba Lan \| \| \| \| \| \| \| \| \| \| \| \| \| \| \| \| \| \| \| \| \| \| \| \| \| \| \| \| \| \| \| \| \| \| \| \| \| \| \| \| \| \| \| \| \| \| \| \| \| \| \| \| \| \| \| \| \| \| \| \| 14. Joseph I của Thánh chế La Mã \| \| \| \| \| \| \| \| \| \| \| \| \| \| \| \| \| \| \| \| \| \| \| \| \| \| \| \| \| \| \| \| \| \| \| \| \| \| \| \| \| \| \| \| \| \| \| \| \| \| \| \| \| \| \| \| \| \| \| \| 7. Maria Josepha Benedikta của Áo \| \| \| \| \| \| \| \| \| \| \| \| \| \| \| \| \| \| \| \| \| \| \| \| \| \| \| \| \| \| \| \| \| \| \| \| \| \| \| \| \| \| \| \| \| \| \| \| \| \| \| \| \| \| \| \| \| \| \| \| 15. Wilhelmine Amalie xứ Braunschweig-Lüneburg \| \| \| \| \| \| \| \| \| \| \| \| \| \| \| \| \| \| \| \| \| \| \| \| \| \| \| \| \| \| \| \| \| \| \| \| \| \| \| \| \| \| \| |                                                    |  |  |  |  |  |  |  |  |                   |  |  |  |
| |                                                    |  |  |  |  |  |  |  |  | 8. Louis của Pháp |  |  |  |
| |                                                    |  |  |  |  |  |  |  |  |                   |  |  |  |
| |                                                    |  |  |  |  |  |  |  |  |                   |  |  |  |
| |                                                    |  |  |  |  |  |  |  |  |                   |  |  |  |
| | 4. Louis XV của Pháp                               |  |  |  |  |  |  |  |  |                   |  |  |  |
| |                                                    |  |  |  |  |  |  |  |  |                   |  |  |  |
| |                                                    |  |  |  |  |  |  |  |  |                   |  |  |  |
| |                                                    |  |  |  |  |  |  |  |  |                   |  |  |  |
| | 9. Maria Adelaide của Savoia                       |  |  |  |  |  |  |  |  |                   |  |  |  |
| |                                                    |  |  |  |  |  |  |  |  |                   |  |  |  |
| |                                                    |  |  |  |  |  |  |  |  |                   |  |  |  |
| |                                                    |  |  |  |  |  |  |  |  |                   |  |  |  |
| | 2. Louis Ferdinand của Pháp                        |  |  |  |  |  |  |  |  |                   |  |  |  |
| |                                                    |  |  |  |  |  |  |  |  |                   |  |  |  |
| |                                                    |  |  |  |  |  |  |  |  |                   |  |  |  |
| |                                                    |  |  |  |  |  |  |  |  |                   |  |  |  |
| | 10. Stanisław Leszczyński                          |  |  |  |  |  |  |  |  |                   |  |  |  |
| |                                                    |  |  |  |  |  |  |  |  |                   |  |  |  |
| |                                                    |  |  |  |  |  |  |  |  |                   |  |  |  |
| |                                                    |  |  |  |  |  |  |  |  |                   |  |  |  |
| | 5. Maria của Ba Lan                                |  |  |  |  |  |  |  |  |                   |  |  |  |
| |                                                    |  |  |  |  |  |  |  |  |                   |  |  |  |
| |                                                    |  |  |  |  |  |  |  |  |                   |  |  |  |
| |                                                    |  |  |  |  |  |  |  |  |                   |  |  |  |
| | 11. Katarzyna Opalińska                            |  |  |  |  |  |  |  |  |                   |  |  |  |
| |                                                    |  |  |  |  |  |  |  |  |                   |  |  |  |
| |                                                    |  |  |  |  |  |  |  |  |                   |  |  |  |
| |                                                    |  |  |  |  |  |  |  |  |                   |  |  |  |
| | 1. Clotilde của Pháp                               |  |  |  |  |  |  |  |  |                   |  |  |  |
| |                                                    |  |  |  |  |  |  |  |  |                   |  |  |  |
| |                                                    |  |  |  |  |  |  |  |  |                   |  |  |  |
| |                                                    |  |  |  |  |  |  |  |  |                   |  |  |  |
| | 12. August II của Ba Lan                           |  |  |  |  |  |  |  |  |                   |  |  |  |
| |                                                    |  |  |  |  |  |  |  |  |                   |  |  |  |
| |                                                    |  |  |  |  |  |  |  |  |                   |  |  |  |
| |                                                    |  |  |  |  |  |  |  |  |                   |  |  |  |
| | 6. August III của Ba Lan                           |  |  |  |  |  |  |  |  |                   |  |  |  |
| |                                                    |  |  |  |  |  |  |  |  |                   |  |  |  |
| |                                                    |  |  |  |  |  |  |  |  |                   |  |  |  |
| |                                                    |  |  |  |  |  |  |  |  |                   |  |  |  |
| | 13. Christiane Eberhardine xứ Brandenburg-Bayreuth |  |  |  |  |  |  |  |  |                   |  |  |  |
| |                                                    |  |  |  |  |  |  |  |  |                   |  |  |  |
| |                                                    |  |  |  |  |  |  |  |  |                   |  |  |  |
| |                                                    |  |  |  |  |  |  |  |  |                   |  |  |  |
| | 3. Maria Josepha của Ba Lan                        |  |  |  |  |  |  |  |  |                   |  |  |  |
| |                                                    |  |  |  |  |  |  |  |  |                   |  |  |  |
| |                                                    |  |  |  |  |  |  |  |  |                   |  |  |  |
| |                                                    |  |  |  |  |  |  |  |  |                   |  |  |  |
| | 14. Joseph I của Thánh chế La Mã                   |  |  |  |  |  |  |  |  |                   |  |  |  |
| |                                                    |  |  |  |  |  |  |  |  |                   |  |  |  |
| |                                                    |  |  |  |  |  |  |  |  |                   |  |  |  |
| |                                                    |  |  |  |  |  |  |  |  |                   |  |  |  |
| | 7. Maria Josepha Benedikta của Áo                  |  |  |  |  |  |  |  |  |                   |  |  |  |
| |                                                    |  |  |  |  |  |  |  |  |                   |  |  |  |
| |                                                    |  |  |  |  |  |  |  |  |                   |  |  |  |
| |                                                    |  |  |  |  |  |  |  |  |                   |  |  |  |
| | 15. Wilhelmine Amalie xứ Braunschweig-Lüneburg     |  |  |  |  |  |  |  |  |                   |  |  |  |
| |                                                    |  |  |  |  |  |  |  |  |                   |  |  |  |
| |                                                    |  |  |  |  |  |  |  |  |                   |  |  |  |